# Newfoundland en Labrador
Newfoundland en Labrador is de meest oostelijk gelegen provincie van Canada. Het is als tiende provincie sinds 1949 toegetreden tot de federale staat Canada. Voordien bestond het als het Dominion Newfoundland, een dominion van het Britse Rijk.
De provincie telt ongeveer 510.000 inwoners van wie meer dan 90% op het eiland Newfoundland woont. Van hen spreekt 97% Engels als moedertaal. De economie van de provincie is vooral gebaseerd op olie en visserij. Olie beslaat zo'n 44% van de totale export van Newfoundland en Labrador en het levert de grootste bijdrage aan de economische groei.
De hoofdstad St. John's, die op het schiereiland Avalon van Newfoundland ligt, telt ruim 110.000 inwoners (2016). Inclusief de omliggende agglomeratie gaat het om ruim 210.000 inwoners, oftewel 40% van het inwoneraantal van de provincie. Newfoundland heeft een eigen dialect, het Newfoundlands-Engels. Het Franse dialect van de provincie is nagenoeg uitgestorven en komt vrijwel enkel nog voor op het schiereiland Port au Port. 

## Geografie

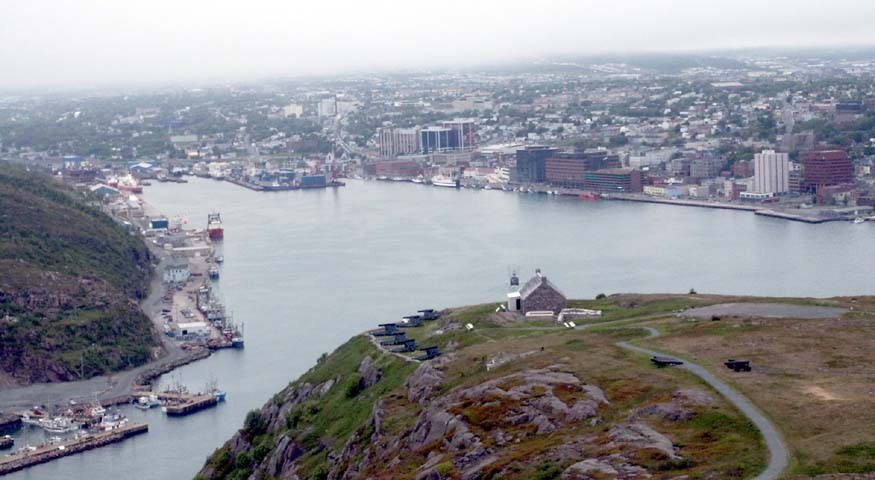
De provinciehoofdstad St. John's

Newfoundland en Labrador ligt aan de Atlantische Oceaan en is de meest oostelijke provincie van Canada. 
De provincie beslaat zo'n 405.720 km², waarvan ongeveer driekwart bestaat uit de regio Labrador en een kwart uit het eiland Newfoundland. De regio Labrador beslaat het noordoostelijk deel van het schiereiland Labrador, dat grotendeels tot de provincie Québec behoort. Ten zuiden van de regio Labrador ligt het ruim 100.000 km² grote eiland Newfoundland, dat de oostelijkste landmassa van Noord-Amerika (exclusief Groenland) is. Beide gebieden worden van elkaar gescheiden door de relatief smalle Straat van Belle Isle.
De provincie bevat ook enkele duizenden eilanden die voor de kust van de twee bovengenoemde hoofdgebieden liggen. Daaronder bevinden zich ook enkele grote eilanden zoals South Aulatsivik Island (456 km²) en Random Island (249 km²). Het erg afgelegen Funk Island ligt bijna 60 km ten noordoosten van Newfoundland.
Kenmerkend voor het westen van Newfoundland is de Long Range, een bergketen die een noordelijke uitloper van de Appalachen is. In het noorden van Labrador bevindt zich het Torngatgebergte dat deel uitmaakt van de Arctische Cordillera. De in dat gebergte gelegen Mount Caubvick (1.652 m) is het hoogste punt op het vasteland van Canada ten oosten van de Rocky Mountains.
In het binnenland van Labrador bevindt zich het Smallwood Reservoir dat met 6.527 km² het op een na grootste stuwmeer ter wereld is. Het wordt afgewaterd door de Churchill, de langste rivier van Atlantisch Canada. De langste rivier van het eiland Newfoundland is de Exploits.
Newfoundland kent in het zuidoosten een groot schiereiland genaamd Avalon. Het is het meest dichtbevolkte gebied in de provincie dat onder meer de provinciehoofdstad St. John's huisvest. Net ten noorden ervan ligt Bonavista, het andere grote oostelijke schiereiland van Newfoundland. Vanwege de vele opmerkelijke rotsformaties is de oostelijke helft ervan door UNESCO erkend als het Discovery Geopark.
De regio Labrador wordt volledig doorkruist door de 1.149 km lange Trans-Labrador Highway. Newfoundland wordt op zijn beurt doorkruist door Route 1, een onderdeel van de Trans-Canada Highway.
De grens tussen Québec en Newfoundland en Labrador is al meer dan een eeuw een twistappel tussen beide provincies.

## Geschiedenis

### Vóór de komst van de Europeanen
Circa 5500 v.Chr. bouwden leden van de Maritiem-Archaïsche cultuur de grafheuvel van L'Anse Amour aan de zuidkust van Labrador. Het is de oudst gekende grafheuvel op het Amerikaanse continent. Op het voor de noordkust van Labrador gelegen South Aulatsivik Island bevinden zich twee Maritiem-Archaïsche grafheuvels uit circa 5000 v.Chr. Het laat-Maritiem-Archaïsch tijdperk eindigde ca. 1500 v.Chr.
Van circa 800 v.Chr. tot 200 v.Chr. werd zowel het vastelands- als eilandgedeelte van Newfoundland en Labrador bewoond door de Groswatercultuur. In de periode na hen was voornamelijk de Dorsetcultuur present in de regio. Rond de 15e eeuw was deze cultuur uitgestorven. In Labrador werd deze cultuur vervangen door de Thulecultuur, de voorgangers van de Inuit. In Newfoundland daarentegen ging de inheemse bevolking bestaan uit de Beothuk.

### Ontdekking

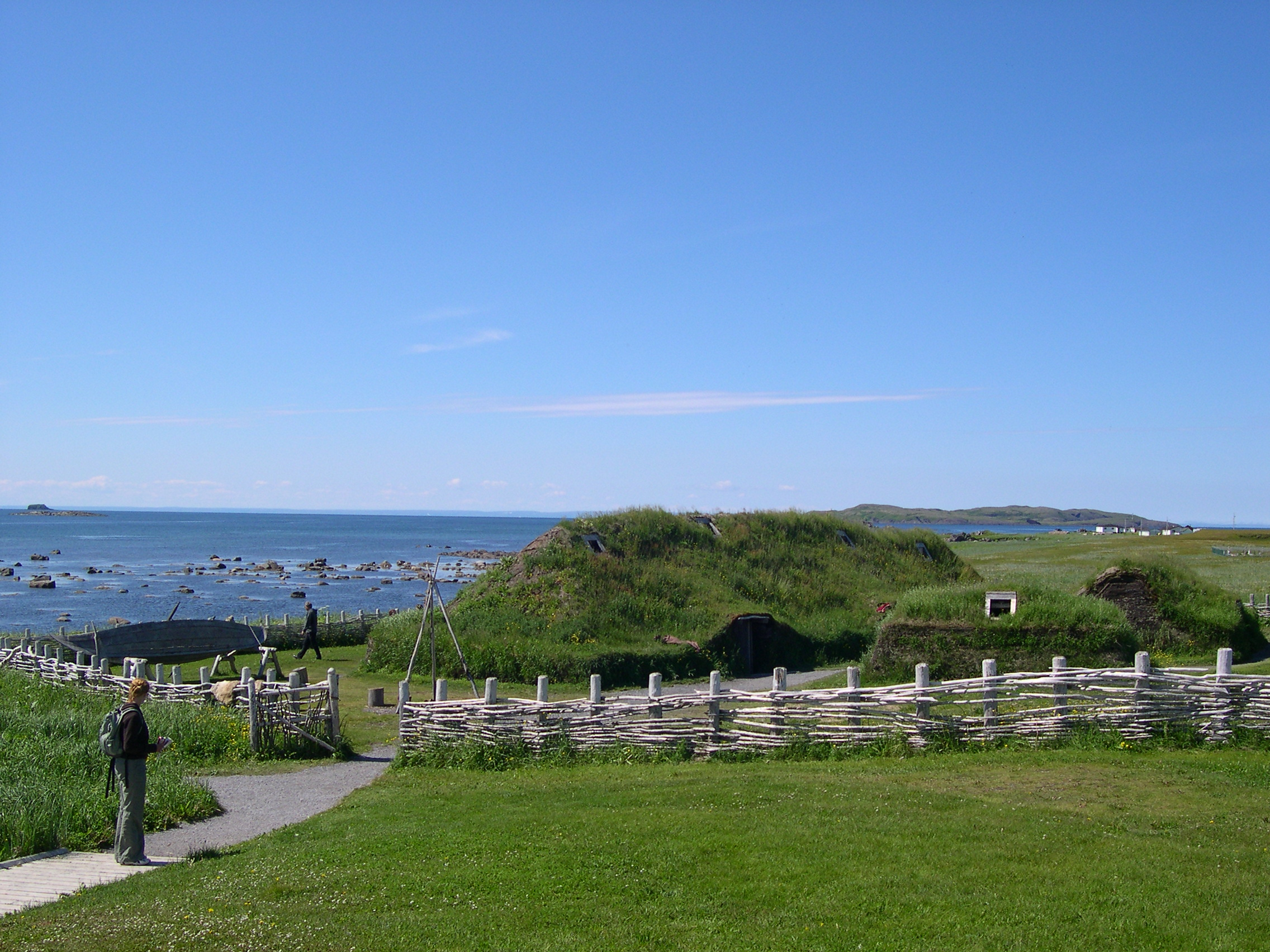
De Vikingnederzetting L'Anse aux Meadows

De eerste Europeanen van wie bekend is dat zij de Noord-Amerikaanse kusten bereikten, waren Vikingen. In 982 ontdekte Erik de Rode Groenland en vestigden de Vikingen daar diverse nederzettingen. Van daaruit bereikten zij enkele decennia later de kust van Noord-Amerika. De enige met zekerheid door hen gestichte nederzetting was L'Anse aux Meadows (gesticht door Leif Eriksson), gelegen aan het noordelijke uiteinde van het Great Northern Peninsula. Onderzoek wijst uit dat de Vikingen er zeker waren in het jaar 1021.
Deze nederzetting kende maar een vrij korte levensduur en tot de ontdekkingsreizen van Christoffel Columbus was de kennis in Europa over de Nieuwe Wereld verdwenen, of alleen in enkele legenden bekend. In 1497 herontdekte John Cabot hoogstwaarschijnlijk Newfoundland. In opdracht van koning Hendrik VII voer hij met achttien man op de Matthew naar het westen om een vaarroute naar Azië te vinden. Engeland was destijds niet bij machte om het gebied te koloniseren, terwijl de Spanjaarden, Portugezen en Nederlanders zich op zuidelijkere streken richtten.

### Vroegmoderne geschiedenis
Korte tijd na de ontdekking door Cabot begonnen vissers reeds de visrijke wateren nabij Newfoundland te exploiteren. Het zou weliswaar tot de late 16e eeuw duren voordat Europeanen zich er permanent zouden vestigen. Intussen werd het gebied en de wateren eromheen verkend door ontdekkingsreizigers als Giovanni da Verrazano en Jacques Cartier.
Newfoundlands zuidoostelijke schiereiland Avalon is een van de eerste gebieden van Brits-Amerika dat permanente kolonisten kende. Zo was de nederzetting Cupids (1610) de tweede permanente Britse nederzetting in Noord-Amerika (na Jamestown in Virginia). De eerste zeer succesvolle Britse kolonie op Newfoundland was de kolonie Avalon (1621), nabij het hedendaagse Ferryland. Het schiereiland nam later de naam aan van die kolonie, die van 1637 tot 1650 de facto als hoofdstad van de kolonie Newfoundland fungeerde.
Later in de 17e eeuw werden er meer en meer gelijkaardige permanente nederzettingen in het gebied gesticht. Deze waren allen gesitueerd langs de zogenaamde Engelse kust van Newfoundland, waar de Britten visserijrechten genoten. Het noordoosten en zuiden van het eiland viel volledig in de invloedssfeer van Franse vissers en stond dan ook bekend als de Franse kust van Newfoundland.
De toenmalige kolonisatoren kwamen, net als de Vikingen, in contact met de lokale bevolking van Newfoundland (de Beothuk). De Europeanen brachten ziektes mee, verminderden (net als geëmigreerde Inuit en Mi'kmaq) hun mogelijkheden tot voedselverwerving en schuwden het geweld allerminst. De laatst bekende Beothuk stierf in 1829.
Na de Franse nederlaag in de Franse en Indiaanse Oorlog in 1763 werd langzaam maar zeker het gebied meer en meer verkend door de Britten, die er een kolonie van Brits Noord-Amerika van maakten. Hoewel de Kolonie Newfoundland in Britse handen was, behielden de Fransen wel visserij- en visverwerkingsrechten langs een gedeelte van de noord- en westkust tot 1904. Deze waren belangrijk aangezien Newfoundland vooral een interessante vestigingsplaats was vanwege de bijzonder visrijke wateren nabij het eiland. De Franstalige minderheid op het schiereiland Port au Port en heel wat Franstalige toponiemen herinneren aan dit verleden.

### 19e eeuw – 1945
Vanaf de jaren 1830 werd het achterland van Labrador verkend en in kaart gebracht. Newfoundland werd pas in 1822 voor het eerst te voet doorkruist en pas in de tweede helft van de 19e eeuw geheel in kaart gebracht.
Na de vorming van de Canadese Confederatie in 1867 bleef Newfoundland nog lange tijd een aparte Britse kolonie. In 1854 verkreeg het gebied intern zelfbestuur. In 1869 stemde de bevolking in een referendum tegen vereniging met Canada. Na de Entente Cordiale (1904) hield de "Franse kust" op te bestaan en hadden de Britten en Newfoundlanders voor het eerst volledige rechten over het gehele gebied.
In 1907 werd de Newfoundland als dominion van het Britse Rijk een land. Als deel van het Britse Rijk streden duizenden Newfoundlanders in de Eerste Wereldoorlog mee om de bevrijding van Europa te bewerkstelligen. De Newfoundland Memorials in België en Frankrijk herinneren hieraan. 
De economie van Newfoundland bleef doorheen de 20e eeuw sterk op de visserij gericht, al speelde ook mijnbouw een rol. Van de jaren 1890 tot in 1966 vond er op Bell Island, een eiland in Conception Bay, grootschalige ijzerertsontginning plaats.
Een zware storm op 31 maart 1914 deed de zeehondenjager SS Southern Cross met man en muis vergaan en zorgde ervoor dat in de nacht en dagen erna tientallen bemanningsleden van de zeehondenjager SS Newfoundland doodvroren op het ijs. De cumulatieve ramp eiste 252 mensenlevens en staat in de geschiedenis bekend als de Newfoundlandse zeehondenjachtramp.
De aardbeving van 18 november 1929 onder de Grand Banks werd gevolgd door een tsunami die het zuiden van Newfoundland trof. Vooral het schiereiland Burin werd zwaar getroffen. De tsunami eiste 28 dodelijke slachtoffers.
In 1934 gaf Newfoundland vrijwillig het zelfbestuur op en kwam het gebied via de zogenaamde Commission of Government opnieuw onder directe controle van Londen te staan. In de Tweede Wereldoorlog hielpen opnieuw vele duizenden militairen van het Royal Newfoundland Regiment mee aan de bevrijding van West-Europa.

### 1945 tot heden
Na twee referenda in 1948 stemde een zeer kleine meerderheid van de Newfoundlanders in met vereniging, waarna Newfoundland op 31 maart 1949 toetrad tot de Canadese Confederatie als de tiende Canadese provincie, onder de naam "Newfoundland". In 2001 werd de naam van de provincie officieel gewijzigd in "Newfoundland and Labrador".
Halverwege de 20e eeuw kwam het traditionele vissersbestaan in de afgelegen outports meer en meer onder druk te staan. De provincieoverheid begon in 1954 daarom aan een politiek van hervestigingen. In twintig jaar tijd werden ruim 300 dorpen volledig ontvolkt en werden bijna 30.000 mensen hervestigd in groeipolen binnen de provincie.
Een voor de economie van Newfoundland en bij uitbreiding van heel de provincie dramatische gebeurtenis was de ineenstorting van de Noordwest-Atlantische kabeljauwvisserij en het bijhorende moratorium in 1992. Hierdoor begon kwam ontvolking van de afgelegen Newfoundlandse en in mindere mate Zuid-Labradorse gebieden in een stroomversnelling terecht.
In de lente en zomer van 2025 werd de provincie getroffen door een historisch zwaar bosbrandseizoen. Een oppervlakte van zo'n 20.000 hectare ging in vlammen op en in Oost-Newfoundland brandden er bijna 200 gebouwen af.

## Demografie

### Geografische spreiding van de bevolking
Newfoundland en Labrador is door Statistics Canada onderverdeeld in elf censusdivisies. Van de 510.000 inwoners van de provincie (2021), wonen er ongeveer 468.000 op het eiland Newfoundland (92%), met nog eens 15.000 mensen die op kleine eilanden voor Newfoundlands kust wonen (3%). De regio Labrador, die bijna driekwart van het oppervlak van de provincie vertegenwoordigt, telde in 2021 daarentegen minder dan 27.000 inwoners (5%).
Newfoundland en Labrador telde in 2016 drie steden, 269 gemeenten (towns) en vijf in Nunatsiavut gelegen Inuit Community Governments. Tezamen zijn ze goed voor amper 2,2% van het oppervlak van de provincie. De rest van de bevolking woont in gemeentevrij gebied of in een van de drie indianenreservaten.
| Type plaats (#)  | Oppervlakte   | Inw. (2021) | Dichtheid (inw./km²) | % Inw. |
| ---------------- | ------------- | ----------- | -------------------- | ------ |
| Steden (3)       | 609,6 km²     | 152.335     | 249,9                | 29,8%  |
| Towns (269)      | 7.422,8 km²   | 305.578     | 41,2                 | 59,9%  |
| ICG's (5)        | 106,3 km²     | 2.323       | 21,9                 | 0,5%   |
| Reservaten (3)   | 69,7 km²      | 2.363       | 33,9                 | 0,5%   |
| Gemeentevrij (–) | 349.962,0 km² | 47.951      | 0,1                  | 9,4%   |

Naast de Metropoolregio St. John's telt de provincie nog drie andere agglomeraties, namelijk de Agglomeratie Corner Brook, de Agglomeratie Grand Falls-Windsor en de Agglomeratie Gander. Deze vier gebieden met stedelijke kenmerken, die zich allen op Newfoundland bevinden, telden in 2021 tezamen net geen 270.000 inwoners – 53% van de totale bevolking.

### Demografische ontwikkeling
In 1951, kort na de toetreding tot de Canadese Confederatie, telde de provincie ruim 316.000 inwoners. Drie decennia lang bleef de provincie Newfoundland gestaag groeien om uiteindelijk bijna 568.000 inwoners te tellen in 1981. De jaren 1980 waren daarentegen een periode van demografische stagnering.
De provincie, die traditioneel erg gericht was op visserij, kreeg door het moratorium op de kabeljauwvisserij in 1992 een zware economische klap te verduren. Deze liet zich ook demografisch voelen door een daling met meer dan 63.000 inwoners (-11%) in vijftien jaar tijd. In de jaren erna is de bevolking opnieuw gestaag aangedikt van ruim 505.000 inwoners in 2006 tot zo'n 520.000 inwoners in 2016. Het inwoneraantal blijft echter ruim onder het niveau van 25 jaar eerder en zakte in 2021 opnieuw terug tot minder dan 511.000.

### Taal
Bij de volkstelling van 2016 gaf 97,2% van de provincie aan het Engels als moedertaal te hebben. Daarmee is Newfoundland en Labrador linguïstisch gezien het meest homogene deelgebied van Canada. In 2021 had nog steeds 97,0% van de bevolking het Engels als (al dan niet gedeelde) moedertaal.
Het eiland Newfoundland heeft met het Newfoundlands-Frans een eigen Frans dialect, al hadden in 2021 in heel de provincie slechts 3.365 mensen (0,7%) het Frans als moedertaal. Wel waren er 26.135 mensen (5,2%) die die andere Canadese landstaal machtig waren. De mensen uit deze minderheid staan bekend als de Franco-Newfoundlanders.
Daarnaast waren er in 2021 2.670 mensen, voornamelijk in Labrador, die een of meerdere inheemse talen sprak (0,5%). Er waren volgens de volkstelling 1.945 mensen een Cree-Innutaal en 625 mensen een Inuittaal machtig.
Onderstaande tabel geeft de zes belangrijkste moedertalen in de provincie aan (volgens de volkstelling van 2021), met daarnaast ook het aantal mensen dat de betreffende taal machtig was. Hierbij dient opgemerkt te worden dat een beperkte groep mensen twee of meer moedertalen heeft.
| Taal      | # Moedertaalsprekers | # De taal machtig |
| --------- | -------------------- | ----------------- |
| Engels    | 489.735 (97,0%)      | 503.845 (99,8%)   |
| Frans     | 3.365 (0,7%)         | 26.075 (5,2%)     |
| Innu      | 1.575 (0,3%)         | 1.930 (0,4%)      |
| Arabisch  | 1.565 (0,3%)         | 2.200 (0,4%)      |
| Tagalog   | 1.185 (0,2%)         | 1.810 (0,4%)      |
| Mandarijn | 825 (0,2%)           | 1.170 (0,2%)      |

In 2021 woonden er in de provincie daarnaast 220 mensen die Nederlandstalig zijn, waarvan er 95 de taal als moedertaal spreken. Slechts 0,04% van de bevolking is dus het Nederlands machtig, waardoor Newfoundland en Labrador in relatieve cijfers bij verre het kleinste aantal Nederlandstaligen telde van alle Canadese provincies en territoria.

### Inheemse bevolking
Volgens de volkstelling van 2016 gaven 45.730 mensen aan een inheemse identiteit te hebben, ofwel bijna 9% van de bevolking. Onder hen specifieerden 28.375 mensen dat ze tot de First Nations, 7.790 mensen dat ze tot de Métis en 6.450 mensen dat ze tot de Inuit behoorden. Het aantal mensen met een aboriginal identity ligt veel hoger dan het aantal sprekers van inheemse talen daar veel van hen het Engels als moedertaal hebben.

### Buitenlanders
In 2021 woonden er naar schatting 11.240 mensen in Newfoundland en Labrador die geen Canadese staatsburgers waren. In relatieve cijfers betrof het 2,2% van de totale bevolking; aanzienlijk minder dan de 8,8% op nationaal niveau. 
Het totale aantal immigranten wonend in de provincie ligt iets hoger dan het aantal buitenlanders, namelijk naar schatting 14.250 personen. Vijf landen vormen tezamen de geboorteplaats van bijna de helft van alle immigranten in Newfoundland en Labrador, namelijk het Verenigd Koninkrijk (2.300 inwoners), de Filipijnen (1.655 inwoners) de Verenigde Staten (1.390 inwoners), India (830 inwoners) en China (630 inwoners).

### Religie
Volgens de volkstelling van 2021 was ruim 82% van de inwoners van de provincie christen. Newfoundland en Labrador telt een groot aantal christelijke strekkingen, waarvan het Rooms-Katholicisme (160.000 aanhangers) en het anglicanisme (108.000 aanhangers) bij verre de grootste zijn. Allebei deze denominaties hebben in St. John's hun belangrijkste kerkgebouw, namelijk de katholieke Sint-Johannes de Doperbasiliek en de anglicaanse Sint-Johannes de Doperkathedraal. Met bijna 61.000 gelovigen is de protestantse United Church of Canada de op twee na grootste christelijke groep.
In de Rooms-Katholieke Kerk staat Newfoundland en Labrador bekend als de Kerkprovincie St. John's, dewelke onderverdeeld is in het aartsbisdom St. John's, het bisdom Grand Falls en het bisdom Corner Brook and Labrador.
De niet-christelijke bevolking bestaat voor het overgrote deel uit atheïsten en agnosten, die in 2021 goed waren voor 16% van de totale bevolking. De grootste niet-christelijke godsdiensten waren in 2021 de islam (0,8%) en het hindoeïsme (0,2%).

## Politiek

### Algemeen bestuur

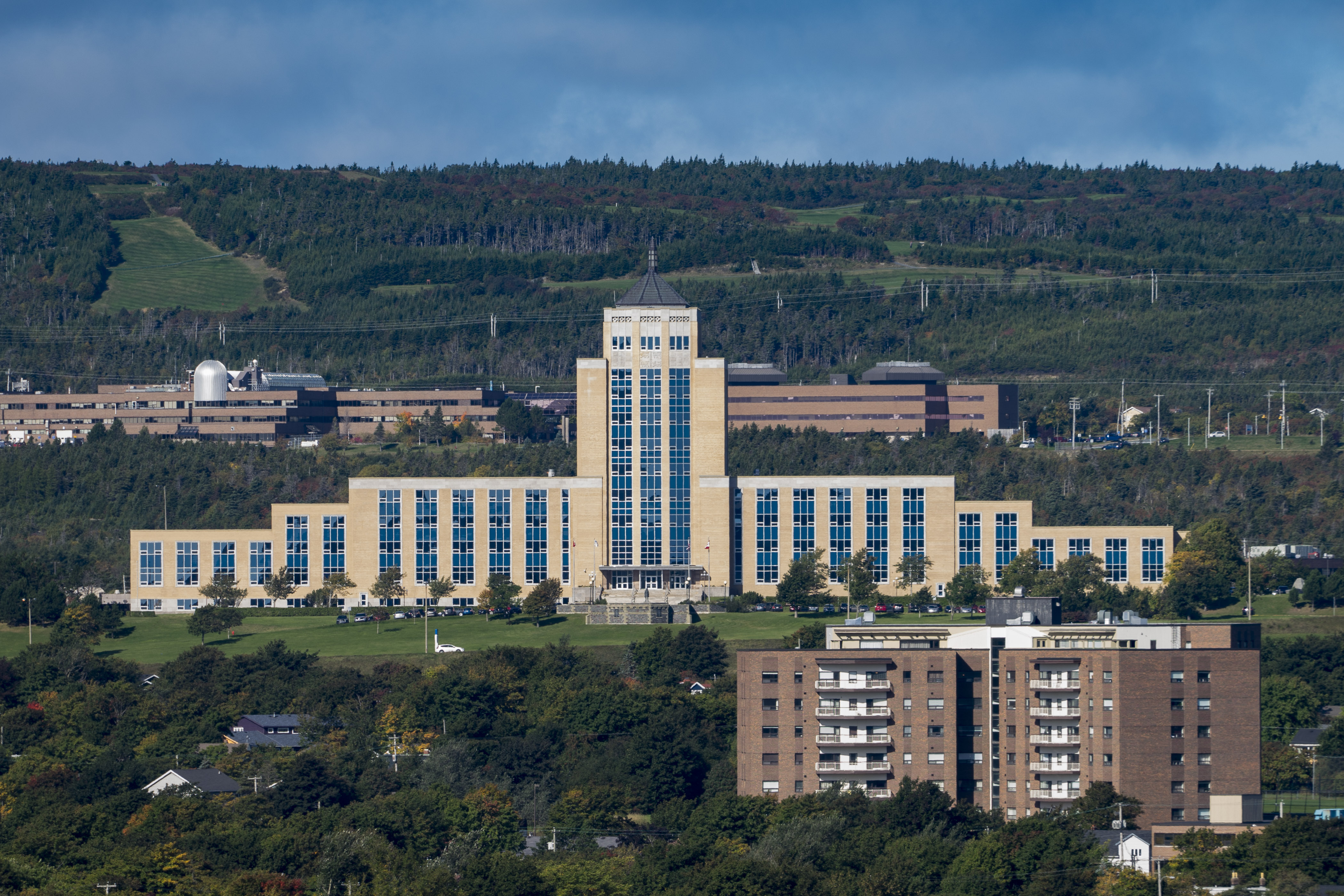
De Confederation Building in St. John's huisvest het Huis van Vergadering

De Algemene Vergadering van Newfoundland en Labrador vormt de wetgevende macht van de provincie. Ze bestaat uit twee elementen. Enerzijds gaat het om het Huis van Vergadering van Newfoundland en Labrador, het unicamerale parlement van de provincie. Anderzijds gaat het om de Canadese Kroon, die in de provincie vertegenwoordigd is door de luitenant-gouverneur van Newfoundland en Labrador. De regering wordt geleid door de premier van Newfoundland en Labrador.

### Lokaal bestuur
Newfoundland en Labrador is de enige Canadese provincie die niet onderverdeeld is in regio's. De provincie telt wel elf censusdivisies, maar deze hebben uitsluitend statistische doeleinden. Sinds begin 21e eeuw heeft de provincie wel regional service boards (RSB), publieke entiteiten die vooral bezig zijn met zaken zoals afvalverwerking en drinkwater. RSB's zijn weliswaar geen deelregio's maar eerder intergemeentelijke samenwerkingsverbanden en bestaan daarenboven niet in Labrador.
Direct onder het provinciebestuur valt bestuurlijk gezien zoals voormeld onmiddellijk het stads-, gemeente- of reservaatsbestuur. Een tiende van de inwoners woont echter in gemeentevrij gebied. In die gebieden is er meestal een beperkte vorm van lokaal bestuur via de local service districts, die echter geen belasting kunnen heffen. Daarnaast zijn er ook duizenden mensen die wonen in een gebied waar geen enkele vorm van lokaal bestuur bestaat. Deze situatie, waarin grote delen van de provincie slechts zeer beperkt of totaal geen lokaal bestuur hebben, is uniek binnen Canada.
Historisch gezien hadden heel wat plaatsen lokaal bestuur als zijnde een local improvement district (LID), rural district (RD) of local government community (LGC). In 1980 werden echter alle LID's en RD's omgevormd tot towns en alle LGC's tot community's, om later in de meeste gevallen ook towns te worden. Het systeem van LSD's werd eveneens in 1980 in het leven geroepen.

### Bestuur van de inheemse bevolking
In de regio Labrador maakt bijna de helft van de inwoners deel uit van de inheemse bevolking, met name Inuit en Innu. In het uiterste noorden en oosten van Labrador, waar de grote meerderheid Inuit is, werd in 2005 Nunatsiavut in het leven geroepen. Dat is een autonome regio van zo'n 70.000 km² waar de Inuit gedeeltelijk zelfbestuur hebben. Bevoegdheden zoals onderwijs, cultuur en gezondheidszorg werden van het provinciebestuur naar Nunatsiavut overgeheveld.
Er zijn slechts twee dorpen met een grote meerderheid aan Innu, namelijk Sheshatshiu en Natuashish. Zij hebben geen inspraak via een autonome regio, maar beide dorpen zijn wel als indianenreservaat erkend. Hierdoor hebben ze lokaal zelfbestuur, vergelijkbaar met een gemeentebestuur, dat waargenomen wordt door respectievelijk de Sheshatshiu Innu First Nation en de Mushuau Innu First Nation.
Ook op Newfoundland bevindt er zich een indianenreservaat, namelijk het door Mi'kmaq bewoonde Samiajij Miawpukek in het zuiden van het eiland (dat bestuurd wordt door de Miawpukek First Nation). Daarnaast bestaat ook de Qalipu First Nation, een Mi'kmaq-stamoverheid die geen reservaatsland beheert.

## Economie
Historisch gezien was de visserij steeds de belangrijkste inkomstenbron voor de mensen in de provincie, tezamen met onder andere houtkap en mijnbouw. Wegens het koude klimaat en vooral het rotsachtige karakter van de bodem, is landbouw zowel in Labrador als in Newfoundland een marginaal verschijnsel. In de late 20e eeuw is de visvangst sterk achteruitgegaan door de dalende visbestanden (vooral van kabeljauw). Nadat de kabeljauwbestanden in de jaren 70 reeds sterk terugvielen, vond er een totale instorting van de Noordwest-Atlantische kabeljauwbestanden plaats begin jaren 90. Daarop werd er door Canada in 1992 een moratorium op de professionele visserij ervan ingezet, wat negatieve gevolgen op met name de economie van Newfoundland. Dit leidde tot naast een hoge werkloosheid ook tot een significante daling van het inwonertal. Dit laatste fenomeen trad vooral op in de kleine vissersdorpen. 
Vooral daarom begon de provincie sindsdien sterk in te zetten op oliewinning, aangezien er onder de Grand Banks ten oosten van Newfoundland rijke oliereserves zijn. Een voorbeeld hiervan is het Hiberniaveld, waar het grootste productieplatform ter wereld (Hibernia GBS) sinds 1997 in werking is. Ook toerisme is een belangrijke inkomstenbron voor de provincie.
In 2006 had mijnbouw een aandeel van 3,5% in de provinciale economie. De belangrijkste mijnen in de provincie zijn de ijzerertsmijnen in Labrador West en de nikkelmijn van Voisey's Bay in noordelijk Labrador. Centraal op Newfoundland wordt er ook koper, zink, zilver en goud ontgonnen.
In 2022 had Newfoundland en Labrador een werkloosheidsgraad van 10,8%; veel hoger dan alle andere Canadese provincies. Indien de economisch sterke hoofdstad St. John's niet meegerekend wordt, komt het werkloosheidscijfer voor de rest van de provincie zelfs op 15,9%.
Met ruim 3800 personeelsleden is de Memorial University of Newfoundland een van de belangrijke werkgevers in de provincie.

## Toerisme
De provinciehoofdstad St. John's is zowel een belangrijke toegangspoort als een belangrijke toeristische trekpleister voor de provincie, met bekende bezienswaardigheden zoals de vuurtoren van Cape Spear. De grote centraal gelegen gemeente Gander is dan weer bekend vanwege zijn rijke luchtvaartverleden.
De provincie is ook aantrekkelijk vanwege de vele idyllisch gelegen kustdorpjes die vaak een goed bewaard gebleven historisch karakter hebben. De belangrijkste voorbeelden op en rond Newfoundland zijn Bonavista, Trinity, Brigus, Cupids, Ferryland, Dildo, Fortune, Grand Bank, St. Anthony, Twillingate, Change Islands en Fogo Island. In Labrador zijn in dat opzicht vooral Battle Harbour, Forteau en L'Anse Amour bekend.
Plaatsen als Bay Bulls en Witless Bay zijn erg geliefd bij walvisspotters, terwijl onder andere Elliston en het Cape St. Mary's Ecological Reserve faam hebben vanwege de grote aantallen zeevogels die er te spotten zijn. Ook ijsbergwatchers vinden hun gading, onder andere in Twillingate.
Uitgestrekte natuurgebieden behoren ook tot de troeven van de provincie. Het gaat onder meer om de Codroyvallei, de Humbervallei en de nationale parken Terra Nova en Gros Morne op Newfoundland en het Nationaal Park Torngat Mountains in Noord-Labrador. Daarnaast zijn er twee historische werelderfgoedsites: de walvisvaardersplaats Red Bay en de Vikingnederzetting L'Anse aux Meadows.

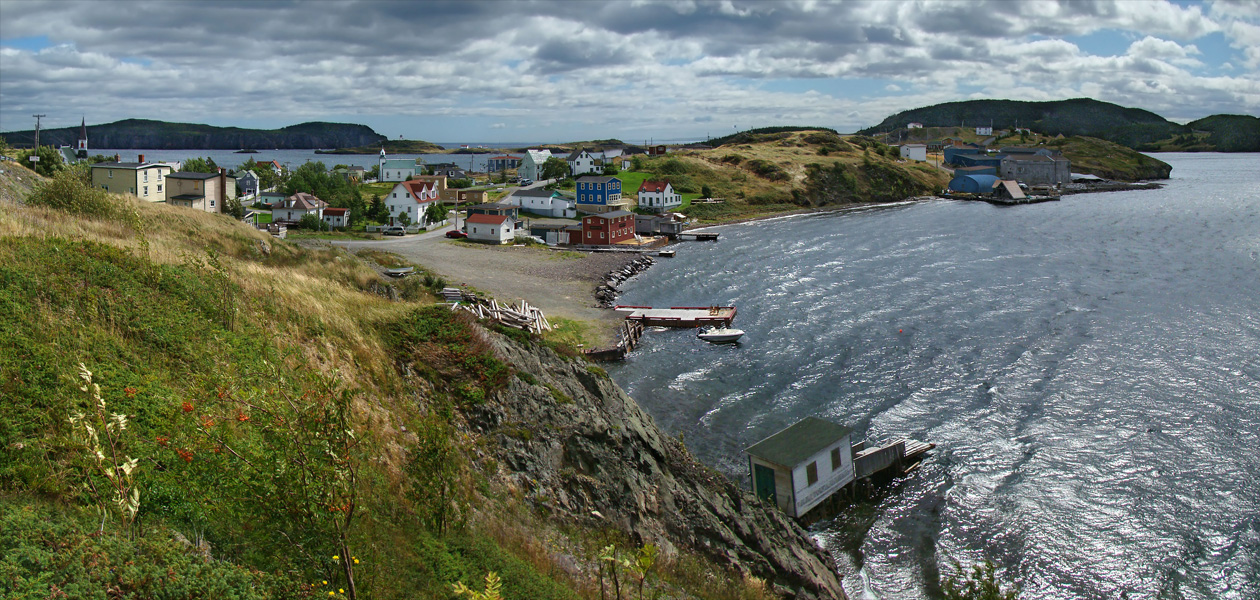
Het historische vissersdorp Trinity
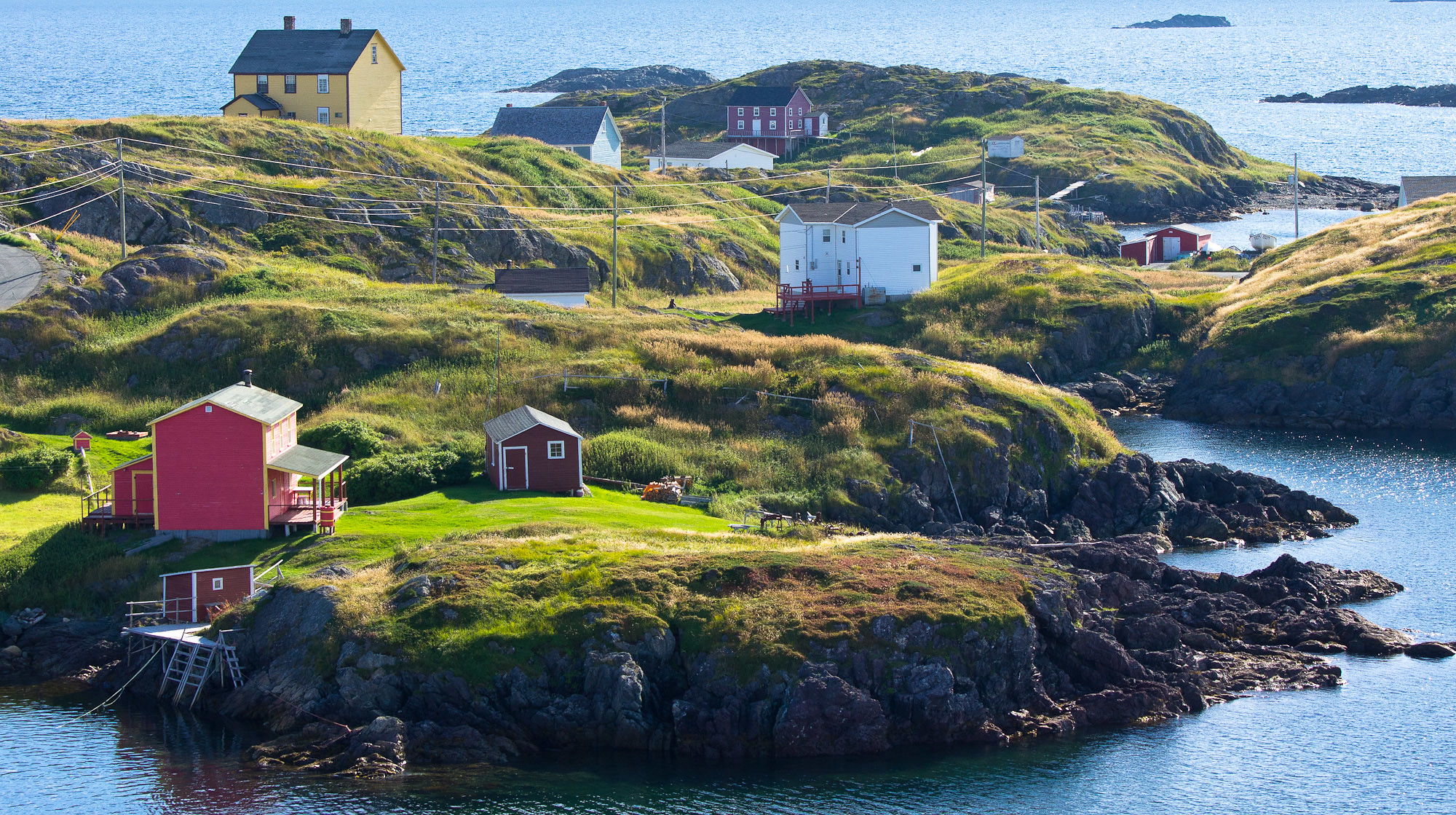
De idyllische Change-eilanden
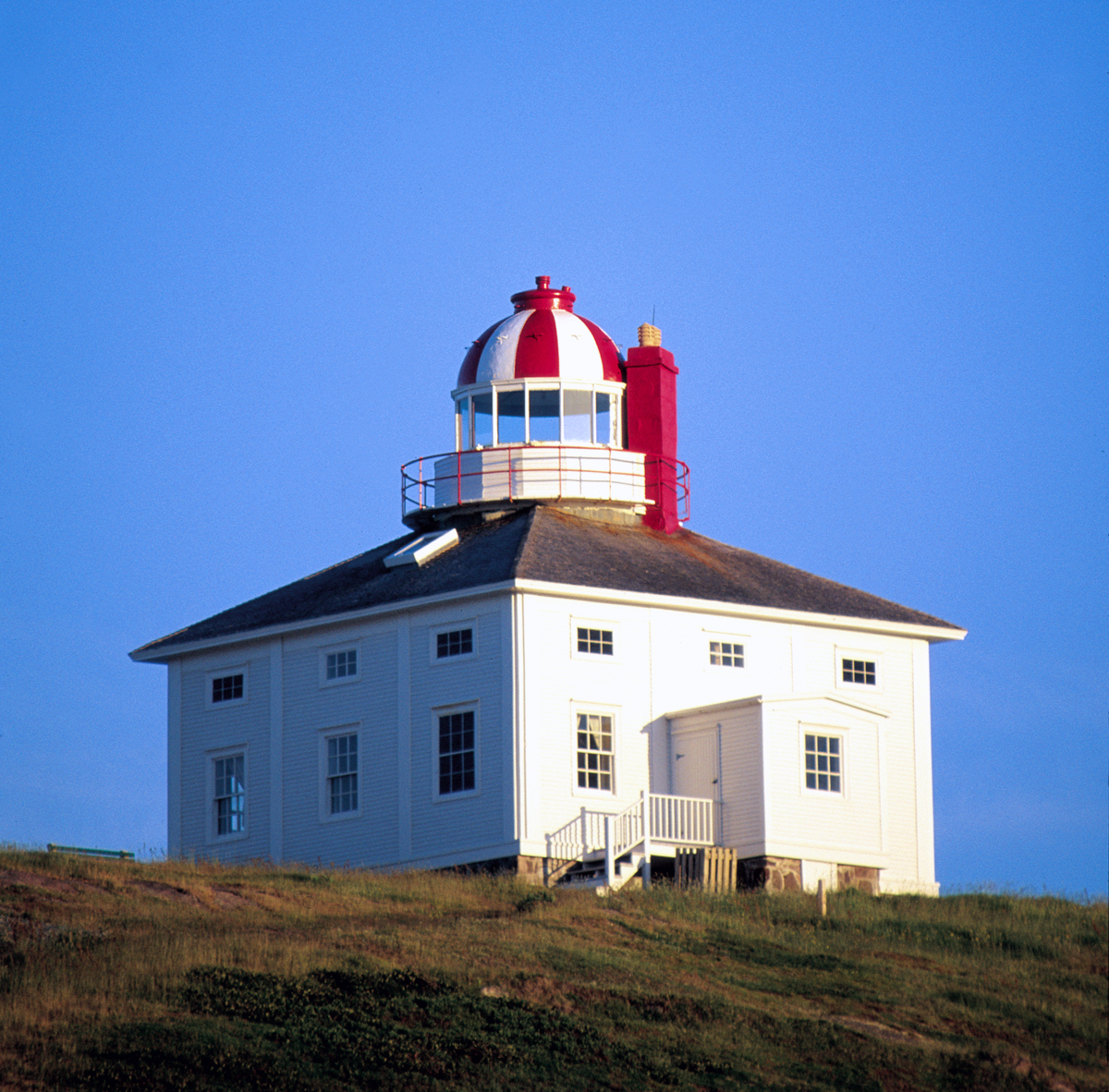
De oude vuurtoren van Cape Spear
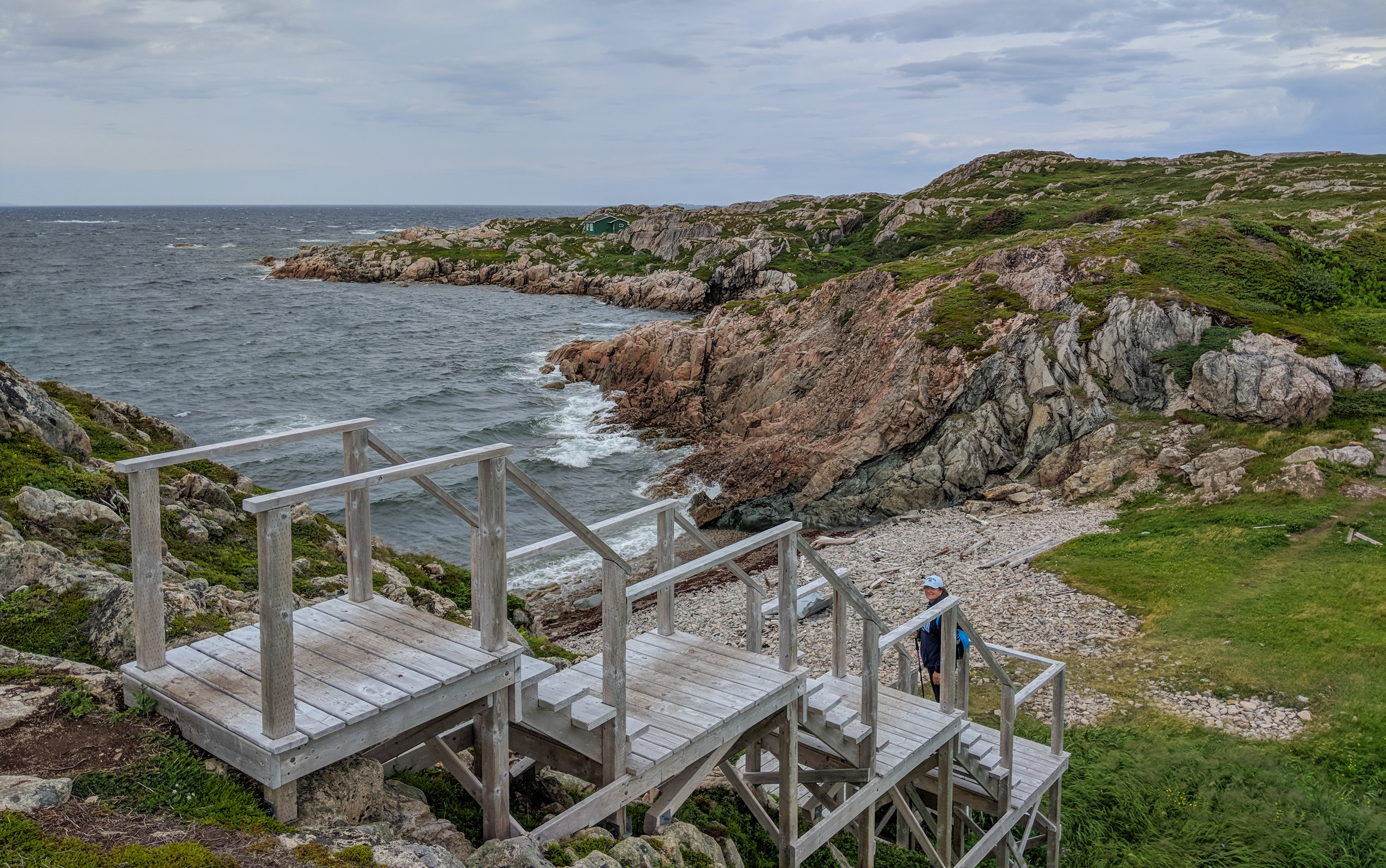
Goed uitgerust wandelpad op Fogo Island

## Cultuur
De cultuur van de provincie is sterk verbonden met de zee en de visserij. Een cultureel fenomeen in de provincie is het zogenaamde "Come Home Year". Omdat vele afgelegen vissersdorpen veel inwoners verloren zijn door emigratie, organiseert nu en dan zo'n gemeenschap een "Come Home Year" waarbij mensen met een band tot het dorp van over heel Canada en er buiten gedurende een bepaalde periode massaal en in een feestelijke sfeer terugkomen naar hun voormalige dorpsgemeenschap. Soms is er ook een provinciaal Come Home Year, zoals in 2022.
Sinds 1951 wordt op CBC Radio One vanuit St. John's iedere weekavond The Broadcast uitgezonden, een radio-interviewprogramma dat zich focust op de visserij en andere voor de provincie relevante aan de oceaan en scheepvaart gerelateerde thema's. Het is een van de langstlopende radioprogramma's in Noord-Amerika.

## Gezondheidszorg
Openbare gezondheidszorg is in de federale staat Canada een provinciale bevoegdheid. De provincie telde tot 1 april 2023 vier gezondheidsautoriteiten die allen bevoegd waren voor de gezondheidszorgverlening in een ander geografisch gebied. Eastern Health was verantwoordelijk voor Oost-Newfoundland en alzo voor 60% van de inwoners van de provincie. Centraal- en West-Newfoundland vielen respectievelijk onder Central Health en Western Health, terwijl Labrador en het Great Northern Peninsula gezamenlijk onder de bevoegdheid van Labrador-Grenfell Health vielen.
Op 1 april 2023 werden de vier gezondheidsautoriteiten opgeheven en ontstond er één enkele gezondheidsautoriteit bevoegd voor de ganse provincie, namelijk Newfoundland and Labrador Health Services.

## Sport
Sporten die op ijs plaatsvinden zijn populair in de provincie, voornamelijk dan ijshockey, curling en kunstschaatsen. Bij de bekendste namen in deze sporten horen in de 21e eeuw de curler Brad Gushue (olympisch kampioen), de kunstschaatsster Kaetlyn Osmond (olympisch kampioene) en de ijshockeyer Alex Newhook (winnaar Stanley Cup). 
Ook voetbal is in de provincie vrij populair, voornamelijk in en rondom de hoofdstad en op het schiereiland Burin. De voetbalbond van Newfoundland en Labrador (NLSA) organiseert jaarlijks van mei tot en met september de Challenge Cup en de Jubilee Trophy, respectievelijk de provinciale mannen- en vrouwenvoetbalcompetitie. Het King George V Park in St. John's is het grootste voetbalstadion van de provincie; het deed oorspronkelijk dienst als nationaal stadion van Newfoundland.
De provinciehoofdstad huisvest ook de bekende omnisportverenigingen Feildians en Guards.

## Geboren
- Maurice Prendergast (1858-1924), kunstschilder
- Donald Brian (1877-1948), acteur
- Thomas Ricketts (1901-1967), oorlogsheld
- Shannon Tweed (1957), actrice
- Carl English (1981), basketballer
- Mark O'Brien (1984), acteur
- Alyssa Nicole Pallett (1985), actrice
- Alex Newhook (2001), ijhockeyspeler